# Schwenckfeldina carbonaria
Schwenckfeldina carbonaria är en tvåvingeart som först beskrevs av Johann Wilhelm Meigen 1830.  Schwenckfeldina carbonaria ingår i släktet Schwenckfeldina och familjen sorgmyggor.
Artens utbredningsområde är Tyskland. Arten är reproducerande i Sverige. Inga underarter finns listade i Catalogue of Life.